# Cecilia Muñoz-Palma

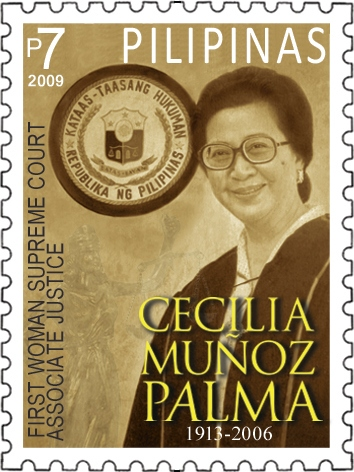
Cecilia Muñoz-Palma

Cecilia Muñoz-Palma (* 22. November 1913; † 2. Januar 2006) war die erste Frau, die als Richterin in den Obersten Gerichtshof der Philippinen berufen wurden. Sie war durch Präsident Ferdinand Marcos am 29. Oktober 1973 ernannt worden und verblieb auf diesem Posten, bis sie das damals gültige Rücktrittsalter von 65 Jahren erreichte. Sie war später Vorsitzende der Verfassungskommission, die im Jahre 1987 die neue Verfassung der Philippinen entwarf.
Sie war die Tochter des Unterhausabgeordneten des Parlamentes für Batangas. Muñoz-Palma machte ihren Abschluss in Rechtswissenschaften an der University of the Philippines und erreichte einen Master of Laws an der Yale University. Im Jahre 1947 wurde sie der erste weibliche Ankläger in Quezon City und sieben Jahre später die erste weibliche Bezirksrichterin, als sie zur Strafrichterin für Negros Oriental ernannt wurde. Die nächsten Stationen in ihrer Karriere war Richterstellen in Laguna und Rizal, bevor sie 1968 in den Philippinischen Appellationsgerichtshof berufen wurde, dem zweithöchsten Gerichtshof auf den Philippinen, als zweite Frau, der dies gelang.

## Gegnerin des Kriegsrechtes
Als sie im Jahre 1978 ausschied, war Muñoz-Palma mit Claudio Teehankee mit widersprechenden Meinungen in Urteilen bekannt geworden, welche Dekrete und Handlungen bestätigten, die durch Präsident Marcos während seiner Herrschaft unter Kriegsrecht betrieben wurden. Schon im Jahre 1975 hatte sie Skepsis darüber ausgedrückt, dass „ein Referendum unter Kriegsrecht nicht von weitreichender Signifikanz sein kann, da es unter der Atmosphäre und der Wirkung von Angst durchgeführt wird.“ Im Jahr darauf war sie gegen die Verfassungsänderung, die Marcos das Recht einräumte, Vorschläge zur Ergänzung der Verfassung selbst zu beantragen und damit verband sie auch den Ruf nach einer Aufhebung des Kriegsrechts selbst. Bei einer späteren abweichenden Entscheidung fügte sie hinzu, dass „unter einen Kriegsrechtregime unzweifelhaft die Beschränkungen von bestimmten Rechten und Freiheiten vorhanden ist und jegliche Meinungsäußerung würde nicht der Überprüfungen durch einen freien und ungebundenen Ausdrucks des Volkswillens standhalten. Dass das ‚Kriegsrecht die Waffengewalt, das heißt Nötigung durch das Militär und Zwang und Einschüchterung [umfasste,]‘ war so durch Präsident Ferdinand E. Marcos bei der Erklärung des Kriegsrechtes im Lande so festgelegt worden.“
Nach ihrem Ausscheiden aus dem Gericht wurde Muñoz-Palma ein prominentes Mitglied der gegen Marcos gerichteten politischen Opposition. Im Jahre 1984 wurde sie in das Batasang Pambansa als Parlamentsmitglied für Quezon City gewählt. Sie saß eine Weile einem nationalen Vereinigungsrat vor, der versuchte die gegen Marcos gerichteten Oppositionsgruppen zu vereinigen und war eine frühe Unterstützerin des Versuches, die zögerliche Corazon Aquino zur Kandidatur für die Präsidentschaft gegen Marcos zu bewegen.

## Verfassungskommission 1986 und späteres Leben
Nachdem Aquino 1986 die Präsidentschaft übernahm und eine Kommission zur Ausarbeitung einer neuen Verfassung konstituierte, berief sie Muñoz-Palma als eines der Mitglieder und die Kommission wählte sie später zu ihrer Vorsitzenden.
Nach der Ratifizierung der neuen Verfassung im Jahre 1987 verschwand Muñoz-Palma aus dem öffentlichen Interesse. Im Jahre 1998 unterstützte sie Joseph Estrada bei der Präsidentschaftswahl. Muñoz-Palma verurteilte streng die Umstände, die zu seiner Beurlaubung vom Amt und der Amtsübernahme durch Gloria Macapagal-Arroyo führten.
Muñoz-Palma starb am 2. Januar 2006 im Alter von 92 Jahren.

## Herausragende Entscheidungen
- Sanidad v. COMELEC (1976) – Dissenting
- People v. Mariano (1976)
- De la Llana v. COMELEC (1977) – Dissenting
- Peralta v. COMELEC (1978) – Dissenting
- Pamil v. Teleron (1978) – Dissenting
- People v. Purisima (1978)